# Lorenz Riedmiller

Lorenz Riedmiller

Lorenz Riedmiller (* 19. Oktober 1880 in Egg an der Günz; † 5. Juli 1960 in Memmingen) war ein deutscher Politiker der SPD. In einigen Quellen, so den stenographischen Protokollen der Weimarer Nationalversammlung, wird der Nachname mit „Riedmüller“ bezeichnet.

## Biografie
Nach dem Besuch der Volksschule arbeitete Riedmiller als Landarbeiter.
Riedmiller gehörte 1919/20 der Weimarer Nationalversammlung an. Am 28. März 1919 sprach er sich in der Nationalversammlung gegen die Wiedereinführung der Sommerzeit aus, weil diese die Nachtruhe der Landarbeiter verkürze. Die Reichsregierung hielt aber trotzdem an ihrem Plan fest, weil der Kohlenmangel (und die damit verbundene Energiekrise) eine längere Taghelle erforderten. Anschließend war er bis 1924 Reichstagsabgeordneter. Von 1922 bis 1933 war er Parteisekretär für den SPD-Unterbezirk Köln, von 1927 bis 1933 Stadtverordneter in Köln. Er wurde 1933 verhaftet und saß eine kurze Zeit lang in Köln sowie von Juni 1933 bis Dezember 1933 im KZ Esterwegen. 1935 wurde er zu 30 Monaten Zuchthaus verurteilt. Er saß von März 1936 bis September 1938 im Zuchthaus Siegburg sowie von November 1939 bis Februar 1940 in Schutzhaft in Augsburg. Von August 1944 bis April 1945 war im KZ Dachau. Von 1946 bis 1950 war er Landtagsabgeordneter in Bayern.
Von 1948 bis 1952 war Riedmiller Oberbürgermeister von Memmingen.

## Ehrungen
Nach Lorenz Riedmiller ist der Riedmillerweg in Memmingen benannt.